# Síndrome del recién nacido gris
El síndrome del recién nacido gris (también conocido como intoxicación neonatal por cloranfenicol, síndrome del bebé gris o síndrome del niño gris) es una enfermedad ocasionada por un raro y peligroso efecto secundario descrita por primera vez en 1959 que se presenta en recién nacidos, especialmente en bebés prematuros, tras la administración de cloranfenicol, un fármaco que se prescribe para combatir una infección bacteriana, debido a que no poseen las enzimas necesarias que permiten al hígado metabolizar este medicamento adecuadamente. Este síndrome es muy grave porque puede tener una mortalidad del 40-50%, y entre quienes se recuperan, por lo general no quedan secuelas.

## Etiopatogenia
Se manifiesta en niños menores de 3 meses que reciben más de 15-50 mg/kg de cloranfenicol durante más de tres días o que presentan niveles superiores a 40 µg/ml. También se ha descrito en niños mayores y en adultos por sobredosis o excreción renal insuficiente del fármaco.
El cloranfenicol es un fármaco usado para combatir infecciones bacterianas, entre ellas la meningitis. La eliminación de este fármaco tiene lugar mediante un proceso de metabolización hepática en fase I seguido de un proceso de glucuronidación con el ácido glucurónico en el que interviene la enzima glucuroniltransferasa y, por último, un proceso de excreción renal.
Sin embargo, si se administra a un recién nacido, este medicamento puede causar una intoxicación potencialmente mortal denominada síndrome gris del recién nacido, originada por un fallo en el metabolismo hepático y en la excreción renal del cloranfenicol debido a la inmadurez enzimática, ya que los neonatos no tienen las enzimas necesarias para degradar cloranfenicol.
Los recién nacidos tienen sólo un 30% de la capacidad de biotransformar fármacos y carecen de la capacidad de conjugar con el ácido glucurónico debido a que el sistema de metabolización está inmaduro por lo que el riesgo de intoxicación es evidente. La fase II de glucuronidación está muy disminuida y no alcanza los valores del adulto hasta los 24-34 meses de vida, por ello los fármacos que necesitan este proceso para ser eliminados tienden a acumularse en el organismo.
El fármaco se acumula en el torrente sanguíneo del bebé y causa hipotensión (presión arterial baja), cianosis (coloración azulada de los labios, lechos ungueales y piel, debida a una falta de oxígeno en la sangre) y, con frecuencia, la muerte.

## Cuadro clínico y diagnóstico

### Síntomas
Generalmente se manifiesta a los dos a nueve días después del tratamiento. Se inicia con cuadro gastrointestinal (vómitos, diarreas, heces laxas y verdosas), seguido por coloración de la piel gris ceniciento, hipotermia, hipotensión, cianosis (color azulado en los labios, en los lechos ungueales y en la piel por falta de oxígeno en la sangre), depresión respiratoria, arritmias y muerte. 
En sobredosificación aguda, a las 5-12 horas aparecen náuseas, vómitos, acidosis metabólica (fenómeno más común en la intoxicación crónica), hipotensión, hipotermia, distensión abdominal, colapso cardiovascular y coma.
Otros síntomas característicos serían: distensión abdominal, flacidez, neuritis óptica reversible, hipersensibilidad o disminución de la síntesis de vitamina K con hemorragias tras la administración prolongada.
Los síntomas más comunes son:
- Vómitos,
- Rechazo a succionar,
- Deposiciones verdes sueltas.
- Debilitamiento corporal y color gris ceniciento.
- Hipotensión (presión sanguínea baja).
- Cianosis (color azulado en los labios, en los lechos ungueales y en la piel por falta de oxígeno (hipoxia) en la sangre).
- Hipotermia (temperatura corporal baja).
- Colapso cardiovascular.

### Pruebas y exámenes
Los exámenes paraclínicos que se pueden llevar a cabo son:
- Exámenes de sangre: Hiperbilirrubinemia (exceso de bilirrubina en la sangre que ocasiona ictericia —color amarillento de la piel o los ojos—).
- Exámenes de Heces: Color grisáceo

## Tratamiento
La diálisis peritoneal y la hemodiálisis, dada la corta vida media sérica del cloranfenicol, no son técnicas de aplicación suficientemente rápidas. El procedimiento de elección parece ser la hemoperfusión con columnas de carbón activo que mejora, si no existe daño hepático, el shock cardiocirculatorio. También es común el tratamiento mediante exanguinotransfusión, que consiste en extraer porciones de la sangre del bebé y reemplazarlas por sangre de un donante.
En el 40% de los enfermos se produce muerte y entre quienes se recuperan, por lo general, no quedan secuelas.
Las modalidades que se han utilizado para el tratamiento del síndrome gris del recién nacido están dirigidas principalmente a la eliminación directa de la molécula de cloranfenicol original. Se puede requerir una transfusión de intercambio para eliminar el medicamento. Por lo que, en el tratamiento para la intoxicación, aparte de suspenderlo, hay que aumentar la metabolización, dado que así aumentamos la eliminación del fármaco que está acumulado. Para acelerar la metabolización hay que dar un inductor enzimático como es el fenobarbital. Este fármaco hay que usarlo siempre con mucha precaución porque es un depresor del sistema nervioso central  e inductor del sueño y como uno de los síntomas en el recién nacido es la hipoxia, se puede agravar.

## Prevención
Generalmente, no se administra cloranfenicol a los bebés recién nacidos o prematuros. Se le puede administrar con toda seguridad en dosis más bajas ajustadas de forma adecuada. Sin embargo, la necesidad de utilizar este antibacteriano ha disminuido notoriamente con la aparición de nuevos medicamentos disponibles para tratar infecciones bacterianas.
Además, este medicamento puede pasar a un lactante a través de la leche materna, por lo que es posible que no sea seguro tomarlo durante el embarazo. Una mujer embarazada o en período de lactancia, no debe tomarlo sin la autorización del médico.